# Idroplano

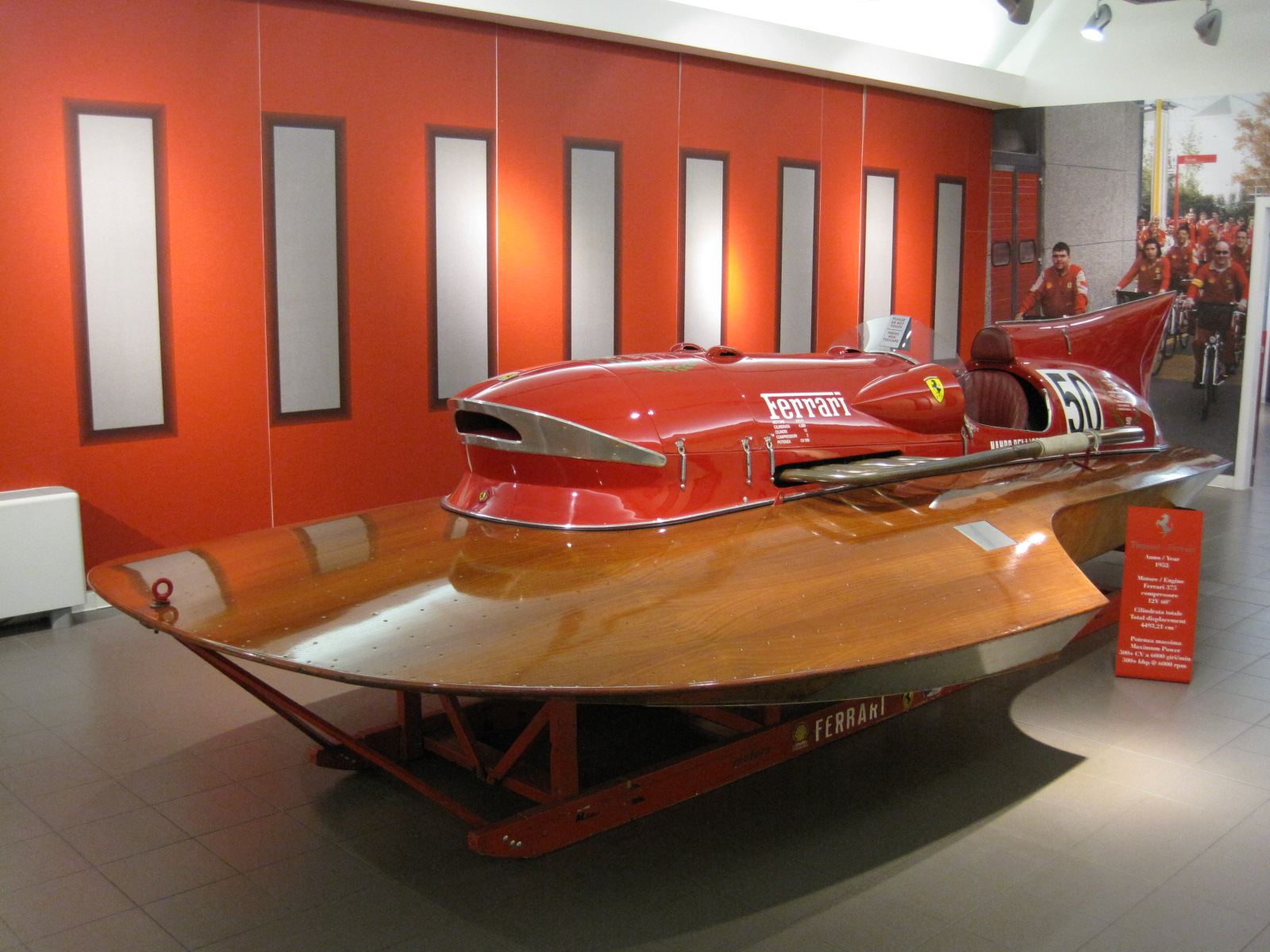
Ferrari Arno

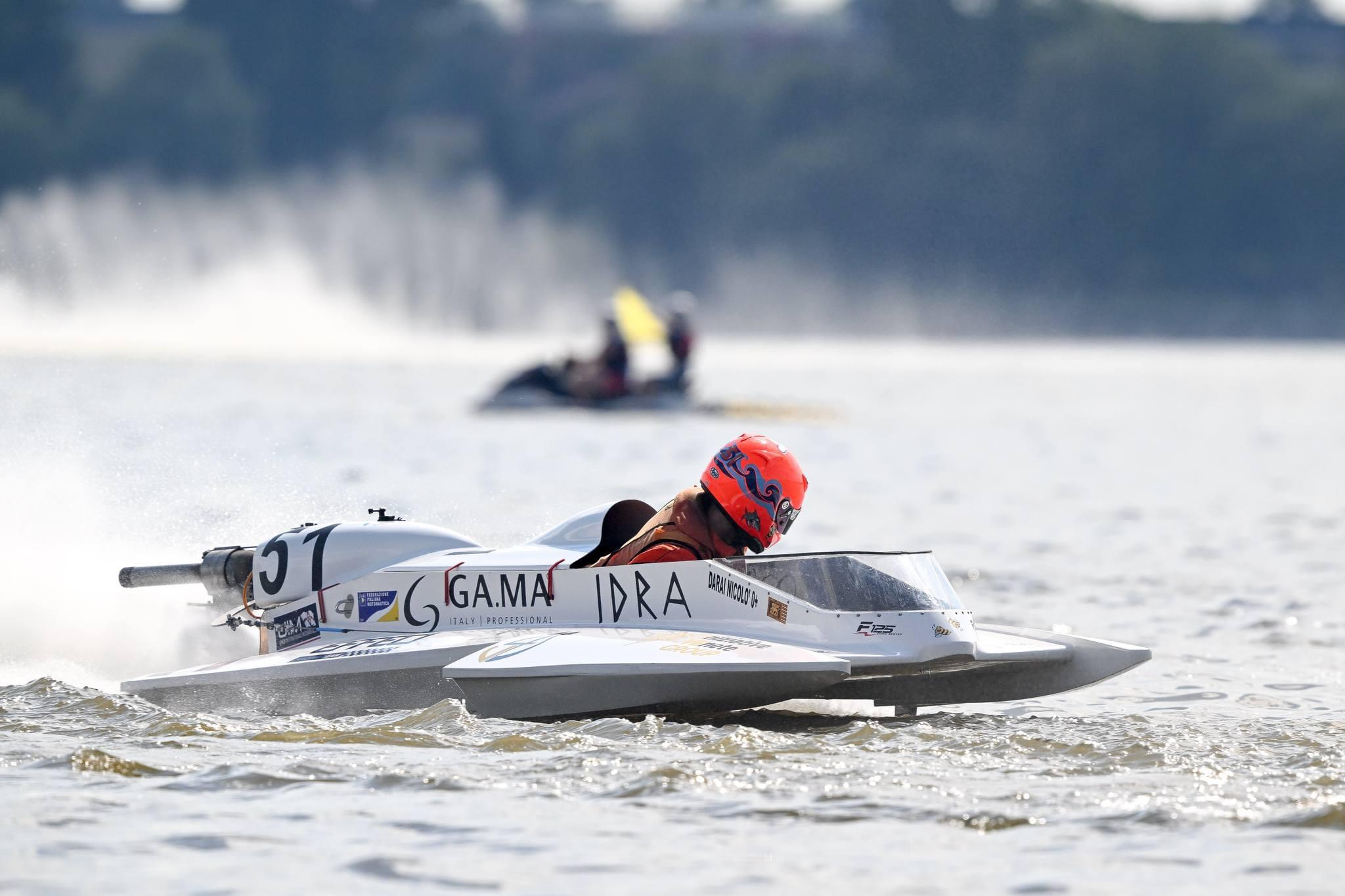
Nicolò Darai a bordo dell'

L'idroplano è un'imbarcazione o natante che ha la caratteristica di emergere completamente dall'acqua. 
Tale capacità è dovuta alla forma dello scafo, che può essere:
- tre punti – dotato di due scarponi laterali applicati alla metà anteriore delle fiancate. All'aumentare della velocità l'idroplano si solleva dall'acqua appoggiando solo la parte finale degli scarponi e la poppa;
- catamarano – con un tunnel centrale che non produce attrito con l'acqua e due scafi laterali per il galleggiamento.

Queste configurazioni assicurano velocità molto elevate in acqua e rendono l'idroplano adatto alla pratica sportiva, ad esempio nella motonautica.
L'idroplano ha dimostrato che un natante con relativo scafo opportunamente attrezzato quando guadagna la giusta velocità emerge completamente dall'acqua e raggiunge e mantiene la velocità al massimo per rimanere emerso; famoso è l'idroplano Ferrari Arno Timossi XI che il 15 ottobre 1953 raggiunse la ragguardevole velocità di 241,708 km/h.

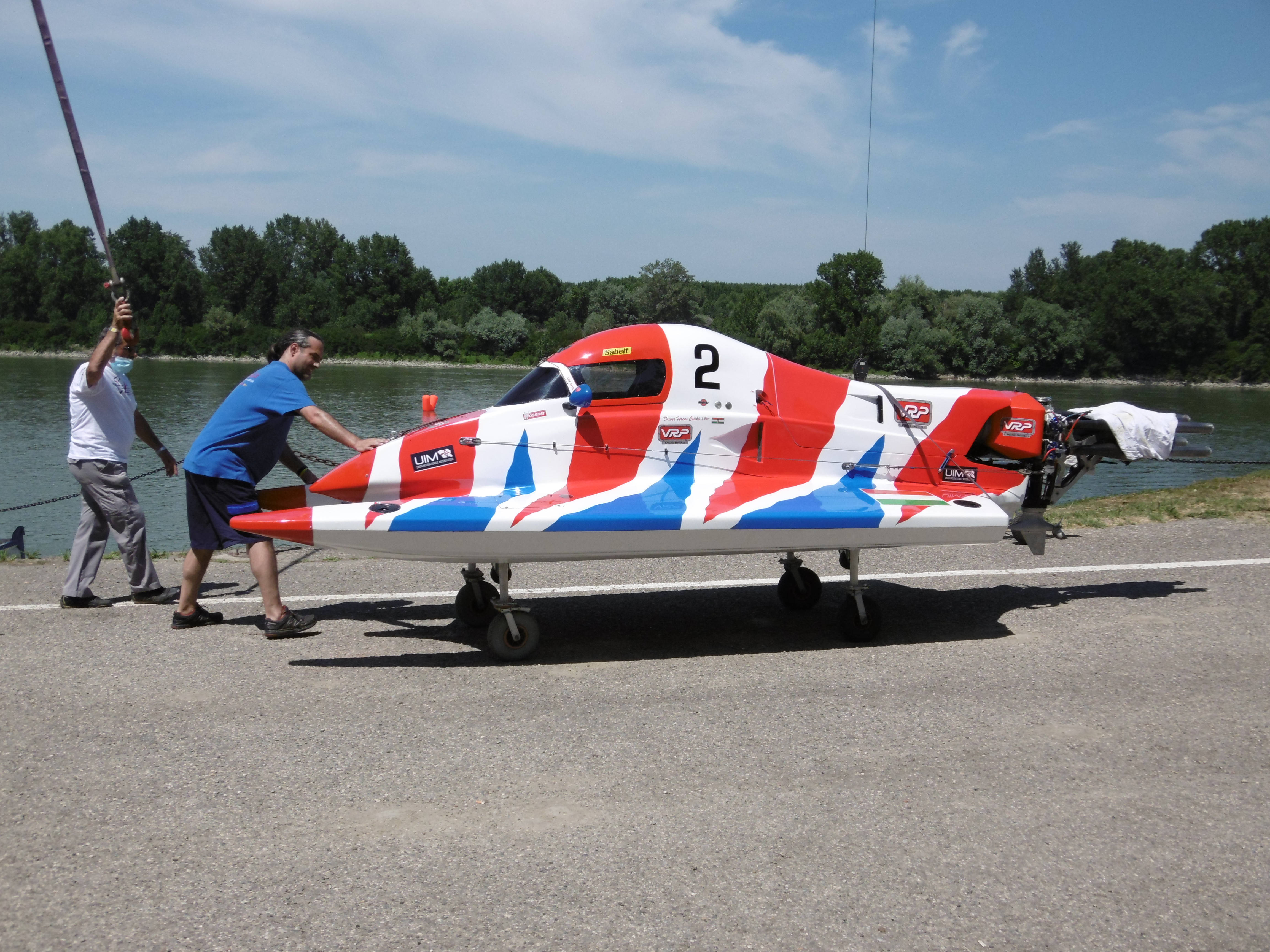
Ferenc Csákó a bordo di un

Le imbarcazioni con scafo a idroplano si dividono in 2 gruppi principali: le sdraiate (rappresentate con la lettera O) e gli idroplani.
Le sdraiate chiamate così perché si guida sdraiati a petto in giù si dividono in tante categorie in base alla cilindrata del motore e grandezza, le principali categorie sono: Osy-400 (con motore stock Yamato da 400 cm³), O-125 (motore con 125 cm³), O-250 (motore con 250 cm³), O-350 (motore con 350 cm³) e O-500 (motore con 500 cm³, l'unica categoria dove si guida seduti con la capsula).